# Ян Кишка
Ян Кишка (пол. Jan Kiszka, 1552 — перед 26 липня 1592) — генеральний староста жмудський, крайчий великий литовський (1569—1579), підчаший великий литовський (1579—1588), каштелян віленський (з 1587), воєвода берестейський (з 1589). Зять князя Костянтина Василя Острозького. Небіж князя Миколи-Криштофа Радзивілла (Сирітки).

## Біографія
Син Станіслава Кішки-молодшого (пом. 1554) і його дружини княжни Ганни Радивил. Матір близько 1563 року змінила кальвінський обряд на аріянський.
Навчався в містах Базелі та Цюриху. Подорожував по Італії, Іспанії й Франції.
Виставив на польсько-російську війну (1577—1582) під своїм командуванням 500 вояків.

### Сім'я
Дружина — донька князя Костянтина Василя Острозького — Єлизавета (пом. 26 серпня 1599). Нащадків вони не покинули. Єлизавета після смерті першого чоловіка вийшла заміж удруге за князя Христофора Перуна Радзивілла, який одідичив маєтності Кишки. Заповіла поховати себе у віленській латинській катедрі.

## Релігійні погляди
Мати виховувала сина як антитринітарія. На посаді сенатора голосив за ідею релігійної толерантності. Сприяв зміні характеру кальвіністських зборів на антитринітарські. Засновник антитринітарських громад у Венгрові, Ів'ї, Лоську, Любечі, Кейданах, Новогрудку.
Його маєтність Венгрув стала центром руху антитринітаріїв. Був опікуном проповідника Петра з Гоньондза. 1570 року заснував у Венгрові друкарню. Докладав зусиль для налагодження доктринальних суперечок між антитринітарськими громадами. Був противником ідей розкріпачення селян, пацифізму, спільного майна, заборони займати адміністративні посади, симпатій юдаїзму та інших радикальних поглядів у антитринітарському середовищі. Це стало причиною його розриву з Петром з Гоньондза і Симоном Будним.